# Атака на форт Салливан
Атака на форт Салливан (иногда Первый штурм Чарльстона) — провальная попытка британцев захватить Чарльстон (Южная Каролина) во время Американской войны за независимость. Форт Салливан, прикрывавший подходы к внутренней гавани Чарльстона, оказался для британцев непреодолим, и попытка была отозвана.

## Предыстория
С начала войны население Южной Каролины было политически расколото. Равнинные поселения вокруг Чарльстона придерживались революционных взглядов, но в глубине территории, в холмах многие сочувствовали лоялистам. К августу 1775 года обе стороны набирали роты ополчения. В сентябре, после инцидента, революционное ополчение захватило укрепления форта Джонсон. Королевский губернатор бежал. В последующей зимней кампании превосходящие численно сепаратисты нанесли поражение лоялистам. Лоялисты бежали в британскую Восточную Флориду или к индейцам Чероки. Последние поднялись в поддержку британских войск и лоялистов в 1776 году, но были подавлены в серии жестоких рейдов ополченцами Северной и Южной Каролины.
Британское стремление захватить контроль над южными колониями поддерживали два соображения. Во-первых это отнимало у повстанцев удобные порты для провоза пороха и боеприпасов мятежникам. Во-вторых, в Лондоне существовало стойкое (хотя и ошибочное) убеждение, что население Юга очень лояльно короне и поддержит британцев, если освободить ключевые территории.
Британия долго не посылала в колонии достаточно сил для войны на нескольких театрах сразу. Стратегически разумно было бы сосредоточить имеющиеся силы на одном направлении, чтобы обеспечить его раз и навсегда. В 1775−1776 годах таким направлением был Нью-Йорк с Филадельфией. Тем не менее, генерал Клинтон сохранял желание создать базу для операций на юге. Весной 1776 года он ожидал к тому же подкреплений из Англии, что формально было поводом для расширения боевых действий.

## Подготовка

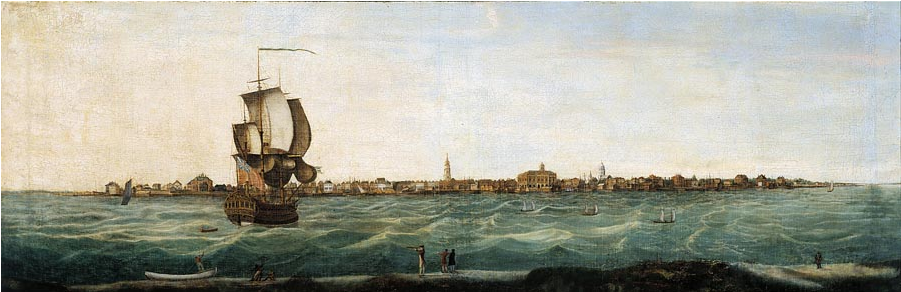
Чарльстон ок. 1774

В качестве подготовки задуманной экспедиции — создать опорный пункт где-нибудь в южных колониях — британцы стали посылать офицеров для набора лоялистов в Северную Каролину. Но присылка подкреплений из Европы сильно задержалась. Одновременно необходимость послать силы для помощи Канаде в зимнюю кампанию 1775−1776 годов нарушила приготовления. Завербованные лоялисты выступили и были разбиты в сражении при Мурскрик-Бридж 27 февраля 1776 года.
Несмотря на все это, Клинтон, получивший вместе с корпусом подкрепления генерал-майора Корнуоллиса новые приказы из Лондона, воспользовался их расплывчатой формулировкой:

…а также иные действия, какие сочтет необходимыми для обуздания мятежа
и занялся экспедицией на юг.
Когда Клинтон в мае соединился с Корнуоллисом у Кейп-Фир в Северной Каролине, он решил, что условия там непригодны для создания сильного форпоста. Разведкой Королевского флота как более подходящее место был выбран Чарльстон который, с его незавершёнными укреплениями и разрушенным фортом Джонсон, казался уязвимым. Приняв на борт 2200 человек 57-го полка, Клинтон с эскадрой из 8 кораблей и свыше 40 транспортов направился к цели. 31 мая председатель провинциальной ассамблеи Рутледж узнал об их приближении, а 1 июня корабли были на якоре за баром. 7 и 8 июня стороны обменялись парламентёрами, но капитуляция не предлагалась и не обсуждалась.
Главный город провинции Южная Каролина, Чарльстон (в тогдашнем произношении Чарльстаун) лежит в слиянии рек Эшли и Коппер, имеет извилистый, тогда необорудованный фарватер, с приливными течениями и множеством песчаных банок. Проводка к нему крупных кораблей была трудна, но коммодор эскадры сэр Питер Паркер наверняка располагал лучшими для своего времени картами.
Тем не менее, две недели ушло на промеры и проводку кораблей через бар. В конце концов корабли проникли во внешнюю гавань, так называемую «5-саженную яму» (англ. five fathom hole). Флагман Паркера, 50-пушечный HMS Bristol, для этого был вынужден выгрузить пушки, чтобы уменьшить осадку до 17 ½ футов.

## Бомбардировка
Над судоходным фарватером господствует остров Салливан, на котором находился недостроенный форт. Он и стал первой целью атаки. Войска, назначенные для штурма форта с тыла, к 18 июня высадились на остров Лонг-Айленд, к северо-востоку от о. Салливан (см. план, справа вверху). Противные ветры не позволяли кораблям атаковать до 28 июня.
Затем последовал полный провал. Пролив между островами, который как ожидали, был не глубже 18 дюймов при низкой воде, оказался на самом деле полных 7 футов — слишком глубоко для форсирования вброд. У Клинтона было слишком мало шлюпок для высадки с боем. Самое большее, он мог организовать демонстрацию с целью отвлечь внимание. Кроме того, американцы уже выставили артиллерию против участка высадки, и армия решила, что ничего предпринять не может.
Настала очередь флота. Первый дивизион Паркера во главе с фрегатом HMS Active (28), следом Bristol, HMS Experiment (50) и HMS Solebay (28) решительно двинулся вперед. Но они встали на якорь в 350 ярдах от форта, слишком далеко для эффективного мушкетного и картечного огня. Второй дивизион, назначенный для анфиладного обстрела форта, из HMS Actaeon и HMS Syren (оба 28), во главе с HMS Sphynx (20) показал себя ещё хуже. Все три оказались на мели из-за некомпетентных лоцманов. Бомбардирский корабль HMS Thunder бросил якорь так далеко, что его мортирам потребовался избыточный заряд, чтобы достать цель, и в результате обе скоро разбили деревянные основания. Так же далеко стоял и вооружённый транспорт Friendship.

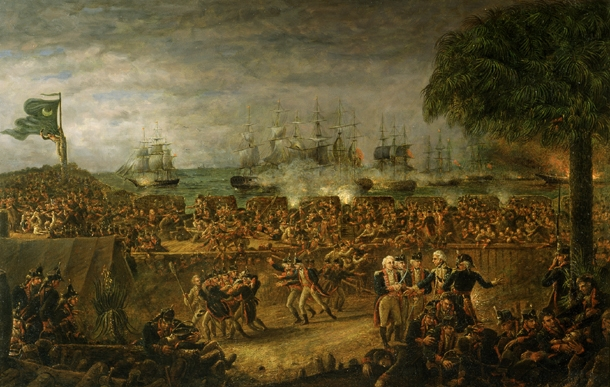
Бой за форт Мултри, картина 1828 г. Слева изображён Джаспер, поднимающий флаг

Недостроенный форт, которым командовал полковник Мултри, был сделан из пальмовых бревен с засыпкой песком. Они оказались способны остановить и ядра, и гранаты. Утверждали, что форт вооружён мощными 36-фунтовыми пушками, снятыми в 1758 году с трофейного французского Foudroyant как нестандартные, но кораблям противостояли всего 12 стволов. Бой продолжался 9 ½ часов, и несколько раз казалось, что форт замолчал — как потом выяснилось, больше от нехватки пороха, чем от обстрела. Был момент, когда его флаг сбило выстрелом. Его, рискуя жизнью, снова поставил сержант Уильям Джаспер, в результате спешно причисленный к первым героям революции.
Главный урон, однако, понесли британцы. В ходе перестрелки заведённый на якорь Bristol шпринг перебило, и флагман развернуло к форту кормой. Он потерял бизань-мачту и получил несколько попаданий в грот-мачту. Паркер решил что с него хватит, но был вынужден ждать отлива, чтобы отвести свои побитые корабли. Второй дивизион снялся с мели, за исключением Actaeon, который на следующее утро пришлось сжечь, чтобы не достался колонистам.
Несколько очевидцев сделали зарисовки события, один зафиксировал флот на якоре в «5-саженной яме» наутро после атаки; ясно видны повреждения Bristol и Sphynx (потерял бушприт).
Оба 50-пушечных корабля понесли тяжелые потери: Bristol 40 убитых и 71 раненый, Experiment 23 и 56 соответственно; фрегаты потеряли ещё 1 убитым и 12 ранеными. Особенно пострадали офицеры: капитан Bristol Моррис умер от ран, и даже сам коммодор был задет, хотя его рапорт в этой части подчеркнуто небрежен:

… Я получал время от времени контузии, но поскольку ни одна не вызывает малейших опасений, их не стоит больше упоминать…
Оригинальный текст (англ.)... I received several Contusions at different Times, but as none of them are on any Part where the least Danger can be apprehended, they are not worth mentioning...
Мятежники не проявили такой скромности, и злорадно доносили:

Бриджи коммодора порвались — и его зад оголился…
Оригинальный текст (англ.)the Commodore's Breeches torn off - his Backside left bare...

Это финальное унижение, как венец всего предприятия, было слишком лакомым куском, чтобы пропаганда его упустила. Потрепанные корабли ещё только входили в Нью-Йорк, а противники войны из вигов уже сочинили сатирический куплет, озаглавленный «от сэра Питера Паркера», где он представлен неудачником, радостно бросающим всю затею при первой возможности.

## Последствия
Клинтон оставался под Чарльстоном до начала июля, пока все его войска не эвакуировались на корабли. 1 августа он пришёл в Нью-Йорк. Оба 50-пушечных (с коммодором на борту) исправляли повреждения на якоре в «5-саженной яме», как раз за пределами досягаемости мятежной артиллерии, до 2 августа, после чего и они вышли за бар и отправились на север. По прибытии вся экспедиция влилась в силы, собираемые для штурма Нью-Йорка.
Клинтон и Паркер впоследствии обвиняли в провале штурма друг друга. Но бросается в глаза, что их личные промахи не отличаются от ошибок, вообще совершенных британцами в Американскую войну. Среди них прежде всего недооценка противника, слабое взаимодействие армии и флота, подчинение морской мощи сухопутным соображениям и как следствие, её неграмотное использование, в данном случае, применение глубокосидящих кораблей в стеснённых водах.
Клинтон, несмотря на унизительное поражение, вскоре получил известие, что пожалован рыцарством. Когда генерал Хау, армейский главнокомандующий в колониях, узнал об этом, он пришёл в понятную ярость.
Победа американцев при форту Салливан (позже переименован в форт Молтри) одна из самых решительных, одержанных ими в ходе войны. С провалом штурма дальнейшие попытки установить британскую власть на Юге прекратились на 3 года. Лоялисты южных колоний на все это время остались без поддержки, а порты Чарльстон и Саванна продолжали служить американцам.

### Статьи
- Roger Smith. The Failure of Great Britain's "Southern Expedition" of 1776: Revisiting Southern Campaigns in the Early Years of the American Revolution, 1775-1779 (англ.) // The Florida Historical Quarterly. — Florida Historical Society, 2015. — Vol. 93, iss. 3. — P. 387-414.